# Lina Hüesker

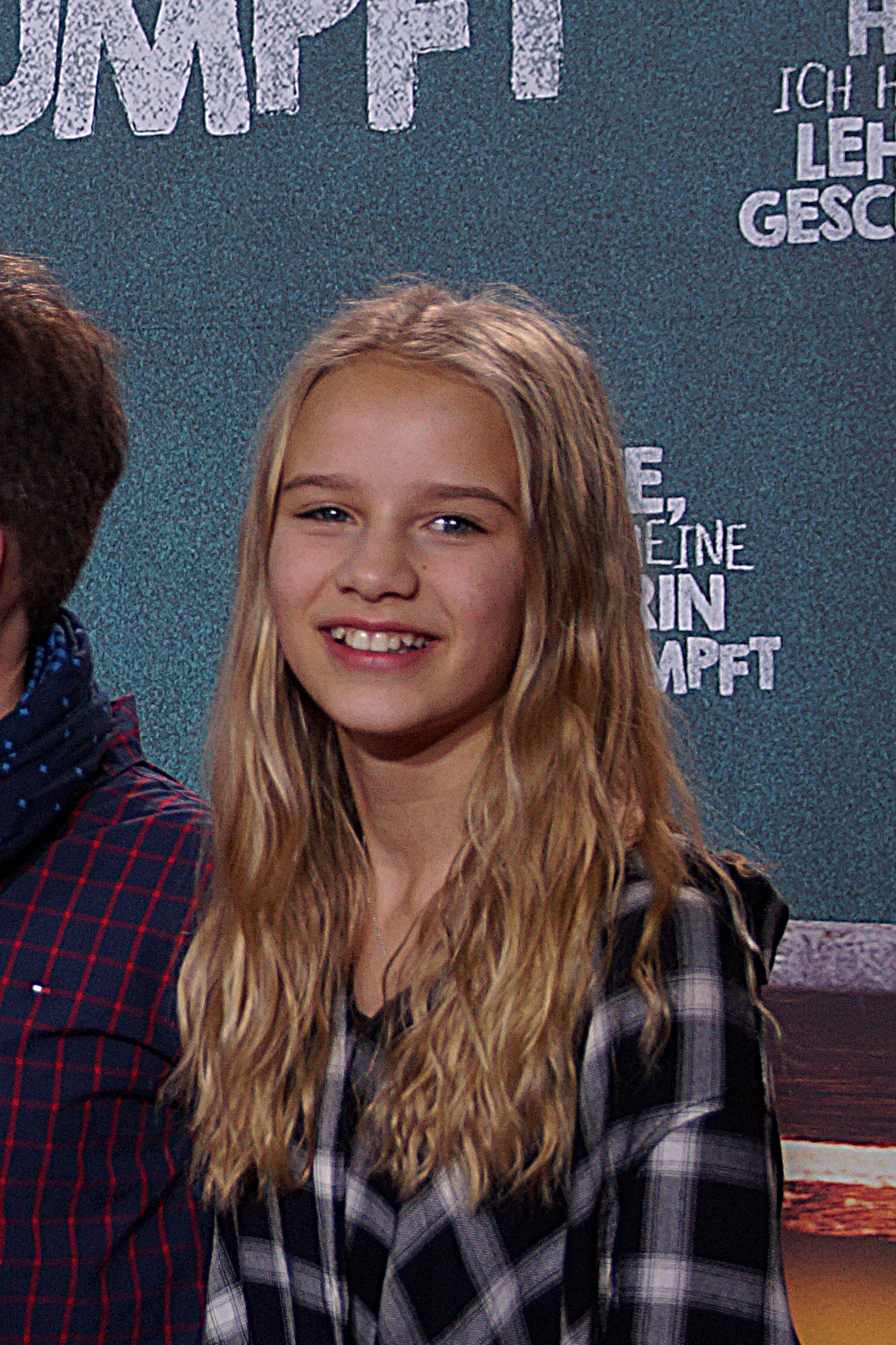
Lina Hüesker bei der Premiere von Hilfe, ich hab meine Lehrerin geschrumpft im Dezember 2015

Lina Hüesker (* 9. Februar 2004) ist eine deutsche Schauspielerin.

## Leben
Hüesker wurde bekannt durch ihre Rolle als Ella in dem Film Hilfe, ich hab meine Lehrerin geschrumpft. Sie wohnt mit ihren Eltern und ihrer großen Schwester in Berlin.

## Filmografie (Auswahl)
- 2014: Hin und weg
- 2014: Vaterfreuden
- 2015: Schuld – Ausgleich (Fernsehserie)
- 2015: Hilfe, ich hab meine Lehrerin geschrumpft
- 2016: Letzte Spur Berlin – Vertrauter Feind (Fernsehserie)
- 2016: Die Diva, Thailand und wir! (Fernsehfilm)
- 2016: Ein starkes Team: Tödliche Botschaft (Fernsehfilmreihe)
- 2018: Hilfe, ich hab meine Eltern geschrumpft
- 2018: Das Joshua-Profil (Fernsehfilm)
- 2019: Käthe und ich: Dornröschen (Fernsehreihe)
- seit 2021: Löwenzahn (Fernsehserie)
- 2021: Hilfe, ich hab meine Freunde geschrumpft
- 2022: McLenBurger – 100% Heimat (Fernsehfilm, ARD, Regie: Markus Herling)
- 2023: Nach uns der Rest der Welt (Fernsehfilm, Regie: Franziska Buch)
- 2024: Blutige Anfänger (Fernsehserie, Folge Todestanz)
- 2024: Die Bergretter (Fernsehserie, Staffel 16, Folge 05, Seelenfrieden)
- 2025: Behringer und die Toten – Ein Bamberg-Krimi (Fernsehfilmreihe, Episode Romeo)